# Костел Святого Йоана Хрестителя (Дарахів)
Костел Святого Йоана Хрестителя в Дарахові — римсько-католицька церква в селі Дарахові Тернопільської области України. Пам'ятка архітектури місцевого значення.

## Відомості
- 1903 — споруджено філіальну муровану каплицю, яку освятили під титулом святого Йоана Хрестителя.
- 1908 — згадано існування парафіяльної експозитури.
- 1925 — засновано парафію.
- 1959—1993 — святиню використовували, як склад хімічних добрив.
- 1993 — будівля костелу перейшла до греко-католиків, які після його ремонту освятили, як церкву св. Йоана Хрестителя.

## Настоятелі
- о. Альберт Кашуба (до 1944).